# Temporada 2019 de W Series
La temporada 2019 de W Series fue la primera temporada de W Series, una categoría formada totalmente por pilotos mujeres. Todas las conductoras disputaron el campeonato con el mismo monoplaza, Tatuus T-318, de nivel Fórmula 3. La campeona fue Jamie Chadwick, tras lograr cinco podios en las seis carreras que disputó, en segundo lugar finalizó Beitske Visser y en la tercera posición Alice Powell.

## Selección de pilotos
Para seleccionar la lista final de 18 pilotos que disputarían la temporada. Inicialmente entraron a las pruebas de clasificación 55 pilotos, aunque posteriormente se unirían seis pilotos más. Los días 26 a 28 de enero se llevaron a cabo evaluaciones físicas en Wachauring, Melk, Austria, con los jurados David Coulthard, Alexander Wurz y Lyn St. James, que seleccionaron una lista de 28 pilotos. Para la etapa final, se disputaron unos entrenamientos en el Circuito de Almería utilizando el monoplaza de la temporada, el Tatuus T-318.
Tras disputar varias pruebas en el circuito, finalmente la categoría dio a conocer la lista final de las pilotos que participarían en el campeonato y una lista de cuatro pilotos reservas, que entrarán en acción en caso de una ausencia de una piloto titular.

### Pilotos eliminadas
Retiradas antes de las evaluaciones
- Amna Al Qubaisi
- Michelle Gatting
- Angelique Germann
- Michelle Halder
- Carmen Jordá
- Sheena Monk
- Carrie Schreiner

Eliminadas después de las evaluaciones
- Ayla Ågren
- Chelsea Angelo
- Carmen Boix
- Toni Breidinger
- Alessandra Brena
- Ivana Cetinich
- Veronika Cicha
- Courtney Crone
- Mira Erda
- Carlotta Fedeli
- Cassie Gannis
- Samin Gómez
- Fabienne Lanz
- Milla Mäkelä
- Alexandra Marinescu
- Marylin Niederhauser
- Lyubov Ozeretskovskaya
- Taegen Poles
- Charlotte Poynting
- Sharon Scolari
- Doreen Seidel
- Siti Shahkirah
- Sneha Sharma
- Inès Taittinger
- Bruna Tomaselli
- Hanna Zellers

Eliminadas después de entrenamientos
- Natalie Decker
- Grace Gui
- Natalia Kowalska
- Milou Mets
- Shirley van der Lof
- Alexandra Whitley

### Pilotos clasificadas
| N.º          | Piloto            | Rondas |
| ------------ | ----------------- | ------ |
| 2            | Esmee Hawkey      | 1-6    |
| 3            | Gosia Rdest       | 1-6    |
| 5            | Fabienne Wohlwend | 1-6    |
| 7            | Emma Kimiläinen   | 1, 4-6 |
| 11           | Vicky Piria       | 1-6    |
| 19           | Marta García      | 1-6    |
| 20           | Caitlin Wood      | 1-6    |
| 21           | Jessica Hawkins   | 1-6    |
| 26           | Sarah Moore       | 1-6    |
| 27           | Alice Powell      | 1-6    |
| 31           | Tasmin Pepper     | 1-6    |
| 37           | Sabré Cook        | 1-6    |
| 49           | Megan Gilkes      | 1-3, 5 |
| 55           | Jamie Chadwick    | 1-6    |
| 67           | Shea Holbrook     | 1-6    |
| 85           | Miki Koyama       | 1-6    |
| 95           | Beitske Visser    | 1-6    |
| 99           | Naomi Schiff      | 1-6    |
| Reservas     |                   |        |
| 58           | Sarah Bovy        | 2-3, 6 |
| 77           | Vivien Keszthelyi | 2-4, 6 |
| Referencias: |                   |        |

## Calendario y resultados
El calendario de la temporada fue anunciado en 2018. Contará con 6 rondas, todas disputadas en Europa y será una categoría telonera del Deutsche Tourenwagen Masters. A mitad de temporada se añadió una carrera adicional y no puntuable en la ronda del circuito de Assen, contando con una parrilla de salida invertida.
| Ronda | Circuito                              | Fecha        | Pole Position     | Vuelta rápida   | Piloto ganador  |
| ----- | ------------------------------------- | ------------ | ----------------- | --------------- | --------------- |
| 1     | Hockenheimring                        | 4 de mayo    | Jamie Chadwick    | Miki Koyama     | Jamie Chadwick  |
| 2     | Circuito de Zolder                    | 18 de mayo   | Jamie Chadwick    | Beitske Visser  | Beitske Visser  |
| 3     | Misano World Circuit Marco Simoncelli | 8 de junio   | Fabienne Wohlwend | Beitske Visser  | Jamie Chadwick  |
| 4     | Norisring                             | 6 de julio   | Marta García      | Emma Kimiläinen | Marta García    |
| 5     | Circuito de Assen                     | 20 de julio  | Emma Kimiläinen   | Emma Kimiläinen | Emma Kimiläinen |
| NC    | Circuito de Assen                     | 21 de julio  |                   | Sabré Cook      | Megan Gilkes    |
| 6     | Brands Hatch                          | 11 de agosto | Jamie Chadwick    | Emma Kimiläinen | Alice Powell    |

### Ronda de Hockenheim

Hockenheimring

La primera ronda del campeonato se disputó en el circuito alemán de Hockenheimring, localizado en Hockenheim, Baden-Wurtemberg (Alemania). Vio como ganadora a la hacedora de la pole position Jamie Chadwick, tras 18 vueltas, acompañada en el podio por Alice Powell y Marta García, que terminaron en segundo y tercer lugar respectivamente. La vuelta rápida fue lograda por la japonesa Miki Koyama, quien clasificó en el puesto 17, y terminó la carrera en séptimo lugar.
| Pos. | N.º | Piloto         | Tiempo    |
| ---- | --- | -------------- | --------- |
| PP   | 55  | Jamie Chadwick | 1:58.894  |
|      |     |                |           |
| 1    | 55  | Jamie Chadwick | 32:59.079 |
| 2    | 27  | Alice Powell   | +1.329    |
| 3    | 19  | Marta García   | +1.698    |
|      |     |                |           |
| VR   | 85  | Miki Koyama    | —         |

### Ronda de Zolder

Circuito de Zolder

La segunda ronda fue disputada en el circuito de Zolder, ubicado en Heusden-Zolder, Limburgo (Bélgica). En esta prueba, las participantes reservas Sarah Bovy y Vivien Keszthelyi compitieron durante toda la ronda, esta última debido a una lesión de la piloto Emma Kimiläinen. La pole position fue conseguida nuevamente por la británica Jamie Chadwick, sin embargo, la piloto que salió desde la segunda posición, Beitske Visser, fue la vencedora de la carrera, por delante de Chadwick y de Alice Powell. Visser también logró la vuelta rápida de la carrera.
| Pos. | N.º | Piloto         | Tiempo    |
| ---- | --- | -------------- | --------- |
| PP   | 55  | Jamie Chadwick | 1:28.681  |
|      |     |                |           |
| 1    | 95  | Beitske Visser | 32:28.495 |
| 2    | 55  | Jamie Chadwick | +8.451    |
| 3    | 27  | Alice Powell   | +9.084    |
|      |     |                |           |
| VR   | 95  | Beitske Visser | 1:29.639  |

### Ronda de Misano

Misano World Circuit

La ronda de Misano fue la tercera ronda, disputada en el Misano World Circuit, el cual está situado en el municipio de Misano Adriatico, provincia de Rímini (Italia). La pole position fue lograda por Fabienne Wohlwend, cortando el dominio de Jamie Chadwick en estas sesiones; la piloto británica compartió la primera fila con Wohlwend, al clasificar en segundo lugar. Chadwick finalmente ganó la carrera, logrando así su segunda victoria en tres carreras. La ganadora de la ronda anterior, Beitske Visser, la siguió en el segundo lugar y consiguió marcar la vuelta más rápida, y la portadora de la pole, terminó en tercera posición.
| Pos. | N.º | Piloto            | Tiempo    |
| ---- | --- | ----------------- | --------- |
| PP   | 5   | Fabienne Wohlwend | 1:33.283  |
|      |     |                   |           |
| 1    | 55  | Jamie Chadwick    | 32:45.929 |
| 2    | 95  | Beitske Visser    | +0.587    |
| 3    | 5   | Fabienne Wohlwend | +2.285    |
|      |     |                   |           |
| VR   | 95  | Beitske Visser    | 1:34.613  |

### Ronda de Norisring

Norisring

La cuarta ronda se disputa en el Norisring, un circuito callejero ubicado en Núremberg, Baviera (Alemania). La pole position fue lograda por Marta García, compartiendo la primera fila con Jamie Chadwick. García ganó la carrera tras 36 vueltas, la siguieron Beitske Visser y Chadwick. Emma Kimiläinen marcó el tiempo más rápido de la carrera.
| Pos. | N.º | Piloto          | Tiempo    |
| ---- | --- | --------------- | --------- |
| PP   | 19  | Marta García    | 50.712    |
|      |     |                 |           |
| 1    | 19  | Marta García    | 30:59.755 |
| 2    | 95  | Beitske Visser  | +3.619    |
| 3    | 55  | Jamie Chadwick  | +4.041    |
|      |     |                 |           |
| VR   | 7   | Emma Kimiläinen | 50.975    |

### Ronda de Assen

Circuito de Assen

La quinta y penúltima ronda tomo lugar en el circuito de Assen, localizado en la ciudad del mismo nombre, capital de la provincia de Drente (Países Bajos). En esta ronda hubo una segunda carrera, que no fue puntuable para el campeonato, invirtiendo la clasificación del campeonato para formar la grilla de la partida. La piloto Emma Kimiläinen consiguió la pole position para la primera carrera, compartiendo primera fila con Alice Powell. En la carrera Kimiläinen logró imponerse nuevamente tras lograr la victoria y la vuelta rápida, Powell nuevamente quedó en la segunda posición, mientras que Jamie Chadwick completó el podio.
Para la segunda carrera, Megan Gilkes, piloto que se encuentra en la última posición del campeonato, salió desde la pole, la carrera incluyó a las pilotos reserva Sarah Bovy y Vivien Keszthelyi. Gilkes fue la ganadora de la carrera por solamente 3 milésimas de segundo por sobre Alice Powell, que ascendió desde la decimoséptima posición, en tercer lugar finalizó Sabré Cook, quien también marcó el tiempo más rápido de la carrera.
| Carrera 1 | Carrera 1 | Carrera 1       | Carrera 1 |      | Carrera 2 | Carrera 2    | Carrera 2 | Carrera 2 |
| Pos.      | N.º       | Piloto          | Tiempo    | Pos. | N.º       | Piloto       | Tiempo    |           |
| PP        | 7         | Emma Kimiläinen | 1:34.758  | PP   |           |              |           |           |
|           |           |                 |           |      |           |              |           |           |
| 1         | 7         | Emma Kimiläinen | 32:20.386 | 1    | 49        | Megan Gilkes | 32:21.283 |           |
| 2         | 27        | Alice Powell    | +5.767    | 2    | 27        | Alice Powell | +0.003    |           |
| 3         | 55        | Jamie Chadwick  | +8.762    | 3    | 37        | Sabré Cook   | +0.347    |           |
|           |           |                 |           |      |           |              |           |           |
| VR        | 7         | Emma Kimiläinen | 1:35.384  | VR   | 37        | Sabré Cook   | 1:35.850  |           |

### Ronda de Brands Hatch

Brands Hatch

La ronda de Brands Hatch fue la última ronda del campeonato y se disputó en el circuito de Brands Hatch, situado en Kent, Inglaterra (Reino Unido). En esta ronda final se definió la primera campeona de la categoría, el cual se disputaban Jamie Chadwick y Beitske Visser. Jamie Chadwick fue quien consiguió la pole para la carrera, pero Alice Powell se quedó con la victoria, seguida de Emma Kimiläinen quien además logró la vuelta rápida, mientras que Visser finalizó en la tercera posición. Aunque Chadwick finalizó atrás de Visser, consiguió el campeonato ser la piloto con más puntos en el campeonato.
| Pos. | N.º | Piloto          | Tiempo    |
| ---- | --- | --------------- | --------- |
| PP   | 55  | Jamie Chadwick  | 1:22.425  |
|      |     |                 |           |
| 1    | 27  | Alice Powell    | 31:24.967 |
| 2    | 7   | Emma Kimiläinen | +0.511    |
| 3    | 95  | Beitske Visser  | +5.784    |
|      |     |                 |           |
| VR   | 7   | Emma Kimiläinen | 1:23.301  |

## Campeonato de pilotos

### Sistema de puntuación
| Posición | 1º | 2º | 3º | 4º | 5º | 6º | 7º | 8º | 9º | 10º |
| Puntos   | 25 | 18 | 15 | 12 | 10 | 8  | 6  | 4  | 2  | 1   |

| 1    | Jamie Chadwick    | 1   | 2   | 1   | 3   | 3   | 8   | 4   | 110    |
| 2    | Beitske Visser    | 4   | 1   | 2   | 2   | 4   | 14  | 3   | 100    |
| 3    | Alice Powell      | 2   | 3   | Ret | Ret | 2   | 2   | 1   | 76     |
| 4    | Marta García      | 3   | 4   | 6   | 1   | 9   | 13  | 8   | 66     |
| 5    | Emma Kimiläinen   | Ret | WD  |     | 5   | 1   | 4   | 2   | 53     |
| 6    | Fabienne Wohlwend | 6   | 7   | 3   | 4   | 15  | 18  | 5   | 51     |
| 7    | Miki Koyama       | 7   | 8   | 4   | 6   | Ret | 15  | Ret | 30     |
| 8    | Sarah Moore       | 5   | 5   | 9   | Ret | 10  | 10  | 10  | 24     |
| 9    | Vicky Piria       | 15  | 9   | 5   | 12  | 8   | 9   | 6   | 24     |
| 10   | Tasmin Pepper     | 8   | 6   | 7   | 8   | Ret | 6   | 12  | 22     |
| 11   | Jessica Hawkins   | 11  | 13  | 15  | Ret | 7   | 5   | 7   | 12     |
| 12   | Sabré Cook        | 13  | 15  | 8   | 7   | 13  | 3   | 9   | 12     |
| 13   | Caitlin Wood      | 10  | 11  | 14  | 11  | 5   | 12  | 11  | 11     |
| 14   | Gosia Rdest       | 9   | Ret | 13  | 14  | 6   | Ret | 13  | 10     |
| 15   | Esmee Hawkey      | 12  | Ret | 11  | 9   | 11  | 16  | 16  | 2      |
| 16   | Naomi Schiff      | 14  | 10  | 18  | 10  | 12  | 7   | 15  | 2      |
| 17   | Vivien Keszthelyi |     | Ret | 10  | 13  |     | 17  | 14  | 1      |
| 18   | Shea Holbrook     | 16  | 12  | 16  | 15  | 16  | Ret | 17  | 0      |
| 19   | Sarah Bovy        |     | DNS | 12  |     |     | 11  | 19  | 0      |
| 20   | Megan Gilkes      | Ret | 14  | 17  |     | 14  | 1   | 18  | 0      |
| Pos. | Piloto            | HOC | ZOL | MIS | NOR | ASS | ASS | BRH | Puntos |

| Color     | Resultado                                                               |
| --------- | ----------------------------------------------------------------------- |
| Oro       | Ganador                                                                 |
| Plata     | 2.ª plaza                                                               |
| Bronce    | 3.ª plaza                                                               |
| Verde     | Finalizó en los puntos                                                  |
| Azul      | Finalizó sin puntos                                                     |
| Azul      | NC - No clasificado                                                     |
| Violeta   | Ret - No terminó (Carrera)                                              |
| Rojo      | DNQ - No se clasificó                                                   |
| Negro     | DSQ - Descalificado                                                     |
| Blanco    | DNS - No empezó (carrera)                                               |
| Blanco    | WD - Retirado (fin de semana)                                           |
| Blanco    | C - Carrera cancelada                                                   |
| Sin color | DNP - Inscrito pero no participó                                        |
| Sin color | INJ - Lesionado                                                         |
| Sin color | EX - Excluido                                                           |
| Estado    | Resultado                                                               |
| Negrita   | Pole position                                                           |
| Cursiva   | Vuelta rápida                                                           |
| †         | Abandona, pero clasifica al completar el porcentaje requerido para ello |

Fuente: W Series.